# Кузнецов, Андрей Алексеевич (управленец)
Андре́й Алексеевич Кузнецо́в (15 августа 1903, Темников, Тамбовская губерния — 4 октября 1967, Ленинград) — главный инженер (с 1938) и директор (1941—1949) Ижорского завода.

## Биография
Родился в 1903 году в Темникове. Член КПСС.
Окончил Петроградский технологический институт.
До 1924 — ученик наборщика в типографии в Темникове, наборщик типографии Сойкина/5-й государственной типографии, работник Темниковской уездной типографии.
В 1930—1933 — инженер Челябинского, тракторного завода.
В 1933—1935 — старший инженер Невского машиностроительного завода имени Ленина.
В 1935—1940 — начальник кузнечного цеха завода номер 182 НКСП СССР, начальник строительства завода «Двигательстрой» в Махачкале.
В 1940—1941 — заместитель директора Ижорского завода по капитальному строительству.
В 1941—1949 — директор Ижорского завода.
В 1949—1950 — заместитель председателя, председатель Ленинградского. горисполкома.
В 1950—1953 — заместитель директора по капитальному строительству Ленинградского судостроительного завода имени Жданова.
В 1953—1955 — директор Ленинградского завода подъемно-транспортного оборудования имени Кирова.
В 1955—1958 — заместитель председателя Ленинградского горисполкома.
В 1958—1965 — заместитель председателя Ленинградского и Северо-Западного совнархозов.
Депутат Верховного Совета СССР 3-го созыва.
Умер в 1967 году в Ленинграде.

## Награды
- Орден Ленина (1945, 30.12.1947
- Орден Отечественной войны I степени (1946)
- Орден Красной Звезды (1942)
- Орден Знак Почёта (21.06.1957)